# Son of Rambow
Son of Rambow (bra: O Filho de Rambow; prt: Filho de Rambow - Um Novo Herói) é um filme dirigido por Garth Jennings lançado no Festival Sundance de Cinema 2007. É estrelado por Bill Milner e Will Poulter.
Em 11 de agosto de 2008, Son of Rambow foi lançado em blu-ray no Estados Unidos.

## Sinopse
Querendo fugir da sufocante vida com sua família, Will Proudfoot  encontra Lee Carter, o valentão da escola que armado com uma videocâmera e uma cópia do filme First Blood, planeja fazer um filme de ação.

## Elenco
- Bill Milner - Will Proudfoot
- Will Poulter - Lee Carter
- Jessica Hynes - Mary Proudfoot
- Neil Dudgeon - Joshua
- Ed Westwick - Lawrence
- Tallulah Evans - Jess Proudfoot
- Jules Sitruk - Didier Revol

## Recepção
No agregador de críticas Rotten Tomatoes, que categoriza as opiniões apenas como positivas ou negativas, o filme tem um índice de aprovação de 73% calculado com base em 118 comentários dos críticos que é seguido do consenso: "Tem alma inegável e protagonistas jovens e charmosos que salvam o enredo nostálgico do filme de sofrer com a previsibilidade." Já no agregador Metacritic, com base em 118 opiniões de críticos que escrevem em maioria para a imprensa tradicional, o filme tem uma média aritmética ponderada de 66 entre 100, com a indicação de "revisões geralmente favoráveis."